# Botoșana
Botoșana – wieś w Rumunii, w okręgu Suczawa, w gminie Botoșana. W 2011 roku liczyła 2144 mieszkańców.